# 胎生
胎生（たいせい、英語：viviparity）とは、動物において、雌親が体内で卵を孵化させ、子は親から栄養を供給されて成長した後に体外に出るような繁殖形態のことである。仏教用語としての「胎生」は、「たいしょう」と読む。

## 概要
一般に、動物は卵の形で新しい個体を形成するが、卵をそのまま体外に出すのではなく、雌の体内で孵化させ、子供の形で産む動物がある。このとき、卵の持つ栄養で子供が成長して生まれるものは卵胎生と呼ばれる。それに対して、卵から生まれた子が何らかの形で母親の体との連絡を持ち、母体から栄養などの供給を受けて成長し、十分に発育した後に生まれてくるものを胎生（たいせい）と呼ぶ。卵生および卵胎生と胎生の間には連続する様々な中間段階のものが見られ、卵生～卵胎生～胎生の間は連続変化であり、それぞれをきちんと定義することはできない。
一般的に言えば、胎生は親による子の保護の型としては手厚い方に位置するとみなされている。しかし、子供を保護することなく大量の子孫を生産するアブラムシやミジンコの多くが胎生であることからもわかるように、胎生は子供の保護と密接に関連しているとは限らない。子は親によって栄養補給されるだけでなく、体内に入れて持ち歩くことで捕食からも保護されている。また、大きい卵を産む場合は親は産卵までにすべての栄養を集めなければならないのに比べて、親が自身の栄養補給する際に長期にわたって少しずつ集めればいいので、負担が少ない。逆に、母親にとっては子を体内で育てる期間の負担が大きくなる。そのため、大型の子供を産むものほど一回あたり産子数が少ない。例えば蛹化寸前の幼虫を産むツェツェバエや多くのサル類、ウシなどの一回あたり産子数は原則として１匹である。

## 分類群
胎生を行う動物としては、脊索動物門哺乳綱獣亜綱（哺乳類のうち、カモノハシやハリモグラなどのカモノハシ目を除いたもの））が有名である。それ以外にも、胎子に卵黄以外の栄養源を供給する動物としては、昆虫（アブラムシ、ツェツェバエなど）、節足動物門のサソリの一部、有爪動物カギムシ類、硬骨魚類（ウミタナゴなど）、軟骨魚類のサメの一部、など多くの分類群にまたがっており、胎生は生物の歴史において何度も独立に進化している。

## 胎子
胎生の動物では、卵は雌親の体を出ないで体内受精で受精し胎子となる。胎子への栄養補給方法は、哺乳類やメジロザメのように子宮内に物質交換用の器官である胎盤を形成するもの、ツェツェバエやウバザメのように餌を子宮内に分泌するものに大別される。また、卵胎生の場合は、胎子は卵の卵黄嚢から栄養を補給される。

## 子宮
子宮とは、雌親の体内で胎子を育成する袋状あるいは管状の器官のことである。子宮は普通、輸卵管の一部から形成される。
子宮の中で胎子が育っている状態を妊娠と呼ぶ。受精卵が子宮に入り妊娠が始まる。妊娠は子供の出産によって終わる。あるいは子供の成育の失敗などによって流産で終わる場合もある。妊娠の始まりから出産までの期間を妊娠期間と言い、動物の種ごとに一定である。

## 種子植物の場合
植物に対しては普通は胎生という言葉は使わない。しかし、種子植物における種子には、幼い植物体が入っており、受精卵が植物の形になるまで栄養供給して育てる、という点では胎生に似ている。
それとは別に、胎生という言葉を使われる例もある。それは、種子が親植物の上で胚軸を伸ばすまで育つような場合で、たとえばマングローブを構成するヒルギ科の植物は、枝についた果実から太い胚軸（根ではない）が伸び、やがて胚軸の先に新芽ができた状態で果実から抜け落ちる。これを胎生種子（英語では、viviparous seedlingとされるため、胎生稚樹と呼ぶのが正しいという考えもある）という。胎生種子は、干潮時には泥や砂に刺さることもあるが、満潮時など水面に落ちた場合は泥や砂に刺さることなく分散する。